# Joseph Arnold von Looz-Corswarem
 (mai 2021).
Si vous disposez d'ouvrages ou d'articles de référence ou si vous connaissez des sites web de qualité traitant du thème abordé ici, merci de compléter l'article en donnant les références utiles à sa vérifiabilité et en les liant à la section « Notes et références ».
Joseph Arnould, duc de Looz-Corswarem, prince de Rheina-Wolbeck, est un homme politique, né le 23 septembre 1770 et mort le 30 octobre 1827. 

## Biographie
Propriétaire, fils de Wilhelm Joseph von Looz-Corswarem (de), comte de Looz-Corswarem et de Niel, duc de Looz-Corswarem, prince de Rheina-Wolbeck, et de Marie Emmanuelle, baronne d'Aix, Joseph Arnold von Looz-Corswarem recueille à la mort de son père, en 1803, le majorat de sa maison, à la place de son frère aîné, le duc Charles de Looz-Corswaren, déshérité pour cause de mésalliance. 
Il épouse Charlotte de Lasteyrie du Saillant, fille de Jean de Lasteyrie, marquis du Saillant, capitaine de dragons au régiment de Noailles, chambellan de Napoléon Ier, préfet de la Lippe, maire de Boubers, et de la princesse Ghislaine de Berghes Saint-Winoch.
Conseiller général et maire de la ville de Rheine, il est nommé directement par l'empereur, le 2 février 1813, député au Corps législatif français, sur une liste au choix dressée par le préfet du nouveau département de la Lippe. Le duc de Looz-Corswaren siège jusqu'en 1814.

## Mandats et fonctions
- Conseiller général
- Maire de Rheine : 1812-
- Membre du Corps législatif : 1803-1814
- Membre du Parlement provincial de Westphalie (de) : 1826-